# MIT EAD Airframe Version 2
MIT EAD Airframe Version 2
- 用途：無人航空機
- 分類：実験機
- 製造者：マサチューセッツ工科大学
- 初飛行：2018
- 生産数：1
- 生産開始：2018

MIT EAD Airframe Version 2またはV2は、アメリカの小型無人航空機である。  可動部が一切ないため、「ソリッド・ステート」と呼ばれている。推力は、イオン風として知られる現象を利用する。エンジニアのスティーブン・バレット（航空宇宙工学准教授）などの元、マサチューセッツ工科大学（MIT）航空宇宙工学科で開発された。
それは最初のイオン推進の飛行機であると主張されている。1960年代以来、翼のないテザーイオン推進航空機が存在している。これらは、電線を介して地上から高電圧を送電していた。

## 推進力
エミッターと呼ばれる細いワイヤー（直径0.2mm）に高電圧をかけ、コロナ放電を起こす。これにより生じた荷電粒子が中性粒子を巻き込んでコレクターへ静電気力で加速される。これがイオン風である。コレクターとの距離は60mm、電圧は40kVである。
実験で得られた推進器のエネルギー効率は2.6%だが、理論的には速度が上がれば効率は向上する。例えば、速度が毎秒300mに達するなら、効率は50％にもなり得る。またイオン風により翼の流体力学的特性を向上させる可能性もある。

## 諸元[8]
- 全幅：5.14m
- アスペクト比: 17.9
- 揚力:24 N
- 抗力:3 N
- 揚抗比:8
- Cd:0.144
- Cl:1.15
- 速度：4.8 m/s
- 推進力：イオン推進
- 推力：3.2N
- 電力 : 600 W
- 推進効率: 3.2*4.8/600 = 2.56%[9]
- 推力電力比 5N/kW
- 電圧：40.3 kV
- 重量：2.54kg